# Michele Mirabella
Pour les articles homonymes, voir Mirabella (homonymie).
Michele Mirabella né à Bitonto le 7 juillet 1943 est un réalisateur, acteur et animateur de télévision italien.

## Biographie
Michele Mirabella, après des études secondaires classiques, il obtient une laurea en lettres et philosophie  à l'université de Bariet s'inscrit au centre théâtral de l'université.
Il débute au théâtre au centre universitaire théâtral de Bari comme réalisateur et acteur dans des œuvres de Brecht, Shakespeare, Ruzante, Goldoni, Beckett et Buchner presso il Centro universitario teatrale. En 1970 il débute en tant que professionnel dans la compagnie Teatro Insieme avec Vincenzo De Toma, Ettore Conti, Marzia Ubaldi, puis travaille à la radio, la télévision et au cinéma.

## Filmographie partielle
Cinéma
- 1973 : Baba Yaga de Corrado Farina
- 1975 : Salvo D'Acquisto de Romolo Guerrieri
- 1976 : Bordella, de Pupi Avati
- 1977 : Tutti defunti... tranne i morti, de Pupi Avati
- 1979 : SuperAndy - Il fratello brutto di Superman, de Paolo Bianchini
- 1980 : Je hais les blondes (Odio le bionde), de Giorgio Capitani
- 1981 :
  - Ricomincio da tre, de Massimo Troisi (1981)
  - L'Au-delà (...E tu vivrai nel terrore! L'aldilà), de Lucio Fulci
- 1982 : Grog, de Francesco Laudadio
- 1983 : 
  - Acqua e sapone, de Carlo Verdone
  - Tonnerre, de Fabrizio De Angelis
  - Fantozzi subisce ancora, de Neri Parenti
- 1984 :  Vediamoci chiaro, de Luciano Salce
- 1986 : 
  - Démons 2 (Dèmoni 2... L'incubo ritorna), de Lamberto Bava
  - Troppo forte, de Carlo Verdone
- 1987 :  Topo Galileo, de Francesco Laudadio
- 1991 :  
  - Ladri di futuro, de Enzo De Caro
  - La cattedra, de Michele Sordillo
- 1992 :  Non chiamarmi Omar, de Sergio Staino

Télévision
- 1978 : Il furto della Gioconda,de Renato Castellani - mini série TV

## Programmes radio-télévision
- 1990 : Il caso Sanremo, Rai1
- 1992 : Stasera mi butto e tre, Rai2
- 1993 :
  - Venti e Venti, Rai2
  - Venti e Venti in lungo, Rai2 
  - Uno, due, tre - Vela d'oro, Rai1
- 1994 : Siamo alla frutta, Rai2
- 1995 :
  - Tenera è la notte,
  - Tivvù cumprà, Rai3
- 1996 : La testata, Rai3
- 1996-2017 : Elisir, Rai3[3]
- 2004-2010 : Cominciamo bene Estate, Rai3
- 2010-2012 : Apprescindere, Rai3
- 2017-... Tutta salute, Rai3

## Distinctions et prix
- : commandeur de l'ordre du Mérite de la République italienne[4].
- 2003 : prix Cimitile section Giornalismo.
- 2005 : prix Azzarita.